# Micruroides euryxanthus
Micruroides euryxanthus és una espècie de serp verinosa de la família Elapidae que habita a Mèxic i el sud i sud-oest dels Estats Units. S'inclou com a espècie monotípica del gènere Micruroides. És una de les denominades serp de corall.

## Subespècies
Es reconeixen tres subespècies.
- Micruroides euryxanthus australis Zweifel & Norris 1955
- Micruroides euryxanthus euryxanthus (Kennicott 1860)
- Micruroides euryxanthus neglectus Roze 1967